# Ruschianthus
Genre
Classification phylogénétique
Ruschianthus L.Bolus est un genre de plante de la famille des Aizoaceae.
Ruschianthus L.Bolus, in J. S. African Bot. 27: 62. 30 (1960)
Type : Ruschianthus falcatus L.Bolus

## Liste des espèces
Ruschianthus L.Bolus est, à ce jour, un genre monotype.
- Ruschianthus falcatus L.Bolus